# 雪琳·瓦格斯塔夫
雪琳·瓦格斯塔夫（羅馬化：Cherlyn Wagstaffe，1997年7月18日—），小名Cher，為泰國第7電視臺旗下的泰英混血女演員及模特。

## 個人簡歷

### 早期生活
Cher於1997年7月18日出生於泰國，為擁有泰國及英國血統各半的混血兒。現正就讀於曼谷大學傳播藝術學院的國際部。

### 演藝經歷
Cher於2015年出演《花邊教主：泰國》的Kate一角出道。之後，她也陸續參與了廣告拍攝，以及SHINee、Timethai等歌手的MV演出。2020年，Cher正式與泰國第7電視台簽約，成為旗下藝人。

## 影視作品

### 電視劇
| 首播年份 | 戲名               | 戲名             | 播放平台    | 角色          | 備註 |
| 首播年份 | 譯名               | 原文名           | 播放平台    | 角色          | 備註 |
| 2015年   | 《花邊教主：泰國》 |                  | Ch3Thailand | Kate          | 配角 |
| 2023年   | 《娜迦項鍊》       |                  | Ch7HD       | Elisa         | 配角 |
| 2023年   | 《神燈咒語》       |                  | Ch7HD       | Selina        | 主演 |
| 2023年   | 《復生神咒》       |                  | Ch7HD       | April（現代） | 配角 |
| 2023年   | 《復生神咒》       | Saothong（前世） | Ch7HD       |               | 配角 |
| 待公布   | 《外洋塵埃2024》   |                  | Ch7HD       | Kanlayee      | 配角 |
| 待公布   | 《詭計遊戲》       |                  | Ch7HD       | Ava           | 配角 |
| 待公布   | 《欺騙》           |                  | Ch7HD       |               | 配角 |

## 音樂錄影帶
| 年份   | 歌名       | 歌名   | 歌手     | 合作藝人 |
| 年份   | 譯名       | 原文名 | 歌手     | 合作藝人 |
| 2015年 | View       | View   | SHINee   | SHINee   |
| 2019年 | Impossible |        | Timethai | Timethai |

## 外部連結
- 雪琳·瓦格斯塔夫於Channel 7的個人簡介 （页面存档备份，存于）（泰文）
- 雪琳·瓦格斯塔夫的Instagram帳戶（泰文）
- 雪琳·瓦格斯塔夫的X（前Twitter）（泰文）